# Хузман Олександр Григорович
Олександр Григорович Хузман (*10 квітня 1962, Житомир) — шахіст, гросмейстер (1991). Родом з України, емігрував до Ізраїлю.
Чемпіонат СРСР серед юнаків (1979) — 2-ге місце. Всесоюзний турнір молодих майстрів (1987) — 4—5-те місце. Учасник 1-ї ліги чемпіонату СРСР (1987). Найкращі результати в міжнародних змаганнях: Львів (1988) — 5—6-те місце; Егер (1988) — 1—2-ге; Баку (1988) — 1-ше місця.
Секундант Бориса Гельфанда на Матчі за звання чемпіона світу з шахів 2012, який проходив з 10 по 30 травня 2012 року в Москві.

## Турнірні результати

### Чемпіонати України
Олександр Хузман зіграв у восьми фінальних турнірах чемпіонатів України, набравши загалом 55 очок зі 100 можливих (без врахування 2-х партій турніру 1980 року)
| Рік  | Місто       | Турнір                 | + | − | =  | Результат | Місце |
| ---- | ----------- | ---------------------- | - | - | -- | --------- | ----- |
| 1980 | Харків      | 49-й чемпіонат України |   |   |    | ? з 13    | ?     |
| 1982 | Ялта        | 51-й чемпіонат України | 5 | 2 | 8  | 9 з 15    | 5     |
| 1985 | Ужгород     | 54-й чемпіонат України | 5 | 2 | 7  | 8½ з 14   | 6     |
| 1986 | Київ        | 55-й чемпіонат України | 3 | 0 | 12 | 9 з 15    | 4     |
| 1987 | Миколаїв    | 56-й чемпіонат України | 2 | 1 | 12 | 8 з 15    | 6     |
| 1988 | Львів       | 57-й чемпіонат України | 2 | 2 | 11 | 7½ з 15   | 7     |
| 1989 | Херсон      | 58-й чемпіонат України | 3 | 2 | 10 | 8 з 15    | 8     |
| 1990 | Сімферополь | 59-й чемпіонат України | 1 | 1 | 8  | 5 з 10    | 7     |

### Шахові олімпіади
| Рік  | Місто   | Турнір              | + | − | = | Результат | Місце |
| ---- | ------- | ------------------- | - | - | - | --------- | ----- |
| 1996 | Єреван  | XXXII-га олімпіада  | 3 | 1 | 5 | 5½ з 9    |       |
| 2000 | Стамбул | XXXIV-та олімпіада  | 1 | 1 | 4 | 3 з 6     |       |
| 2002 | Блед    | XXXV-та олімпіада   | 4 | 0 | 4 | 6 з 8     |       |
| 2004 | Кальвія | XXXVI-та олімпіада  | 4 | 1 | 3 | 5½ из 8   |       |
| 2006 | Турин   | XXXVII-ма олімпіада | 3 | 0 | 4 | 5 з 7     |       |
|      |         |                     |   |   |   | з         |       |

## Зміни рейтингу
| На цьому місці має відображатися графік чи діаграма, однак з технічних причин його відображення наразі вимкнено. Будь ласка, не видаляйте код, який викликає це повідомлення. Розробники вже працюють для того, щоби відновити штатне функціонування цього графіка або діаграми. | |
| | На цьому місці має відображатися графік чи діаграма, однак з технічних причин його відображення наразі вимкнено. Будь ласка, не видаляйте код, який викликає це повідомлення. Розробники вже працюють для того, щоби відновити штатне функціонування цього графіка або діаграми. |